# أندريه كابليه
أندريه كابليه (بالفرنسية: André Caplet؛ ولد في 23 نوفمبر 1878 في لو هافر وتوفي في 22 أبريل 1925 في نويي سور سين) أحد مؤلفي الموسيقي في فرنسا.

## روابط خارجية
- أندريه كابليه على موقع ميوزك برينز (الإنجليزية)
- أندريه كابليه على موقع أول ميوزيك (الإنجليزية)
- أندريه كابليه على موقع ديسكوغز (الإنجليزية)

لا توجد روابط لمواقع التواصل الاجتماعي.